# Stăuceni (Botoșani)
Stăuceni é uma comuna romena localizada no distrito de Botoşani, na região de Moldávia . A comuna possui uma área de 43.65 km² e sua população era de 3431 habitantes segundo o censo de 2007.